# Psiguria racemosa
Psiguria racemosa là một loài thực vật có hoa trong họ Cucurbitaceae. Loài này được C.Jeffrey miêu tả khoa học đầu tiên năm 1978.